# Estadio Luis Tróccoli
El Estadio Monumental Luis Tróccoli, conocido como Estadio Luis Tróccoli o simplemente "El Tróccoli", es un estadio de Uruguay ubicado en la zona oeste de la ciudad de Montevideo, en las afueras del Cerro de Montevideo, más precisamente en el barrio Cerro Norte. Próximo al Parque Tecnológico Industrial del Cerro, se encuentra en Av. Dr. Santín Carlos Rossi 4707, limitando con los barrios La Paloma-Tomkinson (al noroeste) y El Tobogán (al este).
El estadio pertenece al Club Atlético Cerro, equipo de la Primera División de Uruguay, y tiene una capacidad para 25 000 personas. Cuenta con pista de atletismo.

## Historia

### Antecedentes
Parque Canaleta (1923-1925)

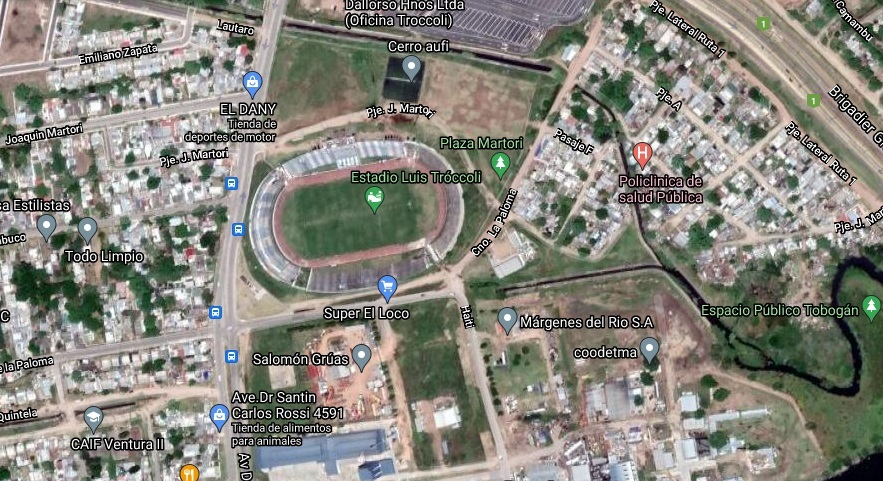
Vista satelital del estadio.

La primera cancha de Cerro fue el llamado Parque Canaleta, ubicado en el terreno entre las calles Bogotá, China, Austria y Portugal (donde hoy está la Plaza de Deportes Nº11); allí Cerro consiguió el campeonato de la Tercera Extra de 1923 y el campeonato de Intermedia de 1924 que lo llevaron a la primera categoría de la Federación Uruguaya de Football. 
El primer partido disputado en este recinto se saldó con una victoria de Cerro 2:0 frente al extinto Manchester.
Parque Santa Rosa (1926-1928)
Cerro había llegado a la primera división, tenía que darle más nivel al campo de juego y adaptarlo a la categoría de mayor prestigio. 
Después de mucho andar y hablar, el Sr. Ramón Tabares (hijo de Rosauro Tabares, conocido empresario de la industria saladeril de fines del siglo XIX y comienzos del XX) cedió un terreno en la calle Carlos María Ramírez, entre Cuba y Puerto Rico (donde actualmente está ubicada la parroquia San Rafael y el colegio San José) con la condición de que dicho recinto se llamara Parque Santa Rosa, debido a que el establecimiento saladero de la familia Tabares así se llamaba.
En el Parque Santa Rosa, además de la clasificación en el torneo del Consejo Provisorio de 1926 que le permitió estrenarse en la primera división de la AUF en el año 1927, Cerro consiguió un muy digno cuarto puesto en el Campeonato Uruguayo de 1928.
Período sin cancha (1929-1935)
En el año 1929 los efectos de la crisis mundial llegan hasta el club Cerro, que por deudas se queda sin campo de juego, y esa misma temporada desciende a la división Intermedia. A partir de entonces comienza la vida nómada de Cerro, sin cancha, jugando en campos ajenos. 
Solo por la temporada de 1931, Cerro obtuvo en usufructo la cancha del Frigorífico Nacional (en las instalaciones donde, pocos años antes, funcionaba la "Frigorífica Uruguaya"), y allí ejerció la localía.
Parque Demetrio Arana (1935-1964)
Cerro no cesó en su empeño de conseguir un campo de juego propio. En 1935, después de muchas gestiones previas ante el Consejo Nacional de Administración y la Intendencia llevadas a cabo por el histórico dirigente y primer presidente de Cerro, Arana, y por sus hijos después, consigue un predio que tuvo que ser acondicionado con mucho esfuerzo. Aquel recinto se llamó Parque Demetrio Arana, y se ubicaba en el mismo lugar donde hoy se alza el Monumental Luis Tróccoli. Dicho predio incluía, además del "field" de fútbol, una cancha de básquet y una de bochas. 
Se inauguró a fines del mes de septiembre de 1935 en un partido frente a Liverpool F.C., cuyo resultado fue de 3:3.
En 1952, Luis Tróccoli –presidente de Cerro desde el año 1949– dispondría tirar abajo los alambrados y la gradas del Parque Demetrio Arana para iniciar la construcción del Monumental Luis Tróccoli; construcción que se demoraría más de lo imaginado: 12 años.

### Inauguración

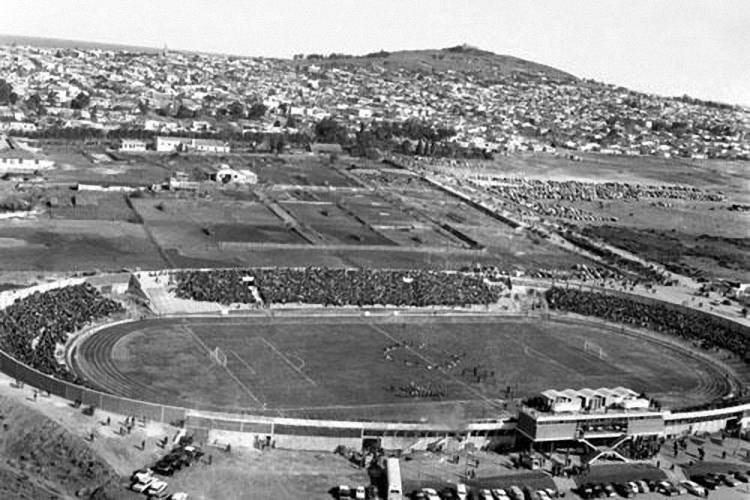
Inauguración del estadio, el 22 de agosto de 1964. Cerro venció 5:2 a River Plate de Argentina.

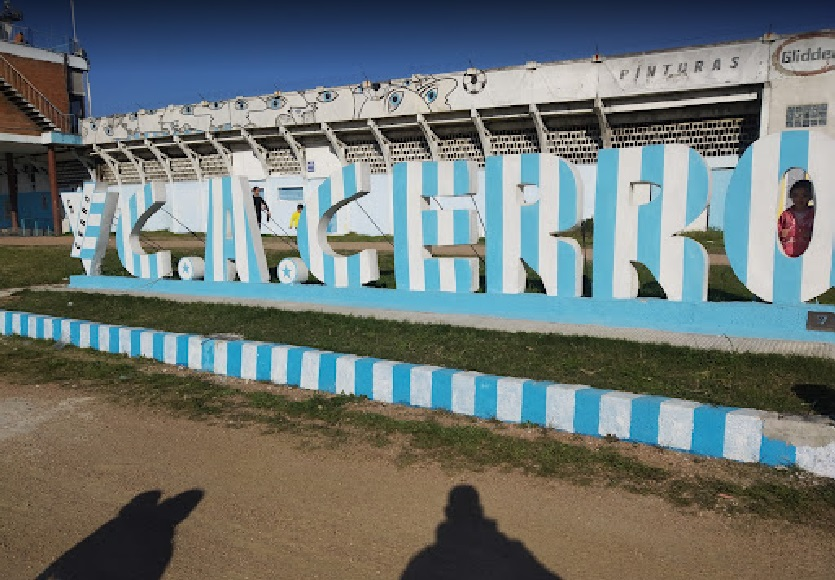
Fachada de la tribuna oficial, hacia el Pje. J. Martori.

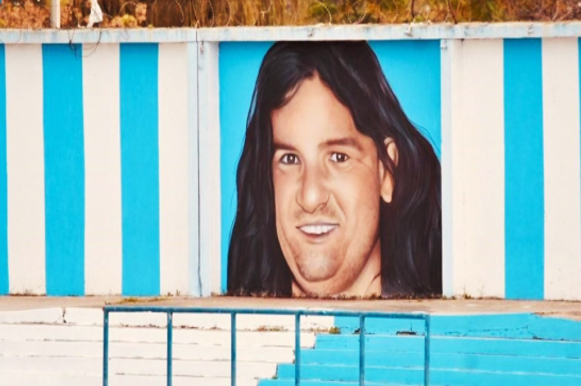
Pintada dentro de la tribuna Chile.

Finalmente, después de 12 años de trabajo y espera, se inaugura el Monumental Luis Tróccoli; estadio que lleva su nombre en honor al político Luis Tróccoli, quien fuera un destacado presidente del club. La inauguración se realizó el 22 de agosto de 1964, jugándose un partido amistoso entre el local Cerro y River Plate de Argentina, que se presentó con todas sus figuras. Ese día, se vendieron 15 803 entradas, para presenciar la victoria de Cerro por 5:2 con anotaciones de Restivo en tres oportunidades, Víctor Espárrago y Julio César Cortés.
El acto inaugural comienza con una suelta de palomas. Luego se ejecuta el himno nacional uruguayo y hablan los representantes de las delegaciones de Argentina, Brasil, Chile y Paraguay (nombres de cuyos países llevan las tribunas del estadio); cierra la alocución el presidente del Club Atlético Cerro, Luis Tróccoli.
Finalizada la parte oratoria, entran los jueces al campo de juego; Esteban Marino, Luis Rodríguez Candales y Antonio Guerrero. Entonces un helicóptero que hasta ese momento había estado sobrevolando el estadio a una distancia considerable, se aproxima quedando suspendido sobre el círculo central, y desde allí arroja la pelota con que había de jugarse el encuentro. Posteriormente entra Cerro a la cancha y sus jugadores saludan a las tribunas, siendo ovacionados por la parcialidad. Luego entra a la cancha River Plate de la República Argentina, rodeando y aplaudiendo a los jugadores albicelestes que se ubicaban en la mitad de la cancha. Hay fotos y saludos entre los jugadores, y comienza el partido. En el entretiempo hubo una exhibición de atletismo entre Ulises Usuca y Albertino Etchechury, estrenándose la pista del estadio. La carrera finalizó favorable a Etchechury.
Tres días después –el 25 de agosto de 1964– Cerro derrotó a San Lorenzo de Almagro por 4 a 2 en el propio Monumental Luis Tróccoli, con goles de Cacaio, en dos oportunidades, Pablo Silva Araujo y Eduardo Restivo.

### Reformas
Desde su construcción, no se han realizado reformas sustanciales. En el año 2010 se le restauraron algunas áreas con el objetivo de poder recibir su habilitación para disputar partidos de torneos internacionales. Años después, en 2015 se logró habilitar la tribuna Paraguay, para que el estadio cuente con sus cuatro tribunas disponibles para el público. Igualmente, se ha restaurado la red lumínica.

## Instalaciones

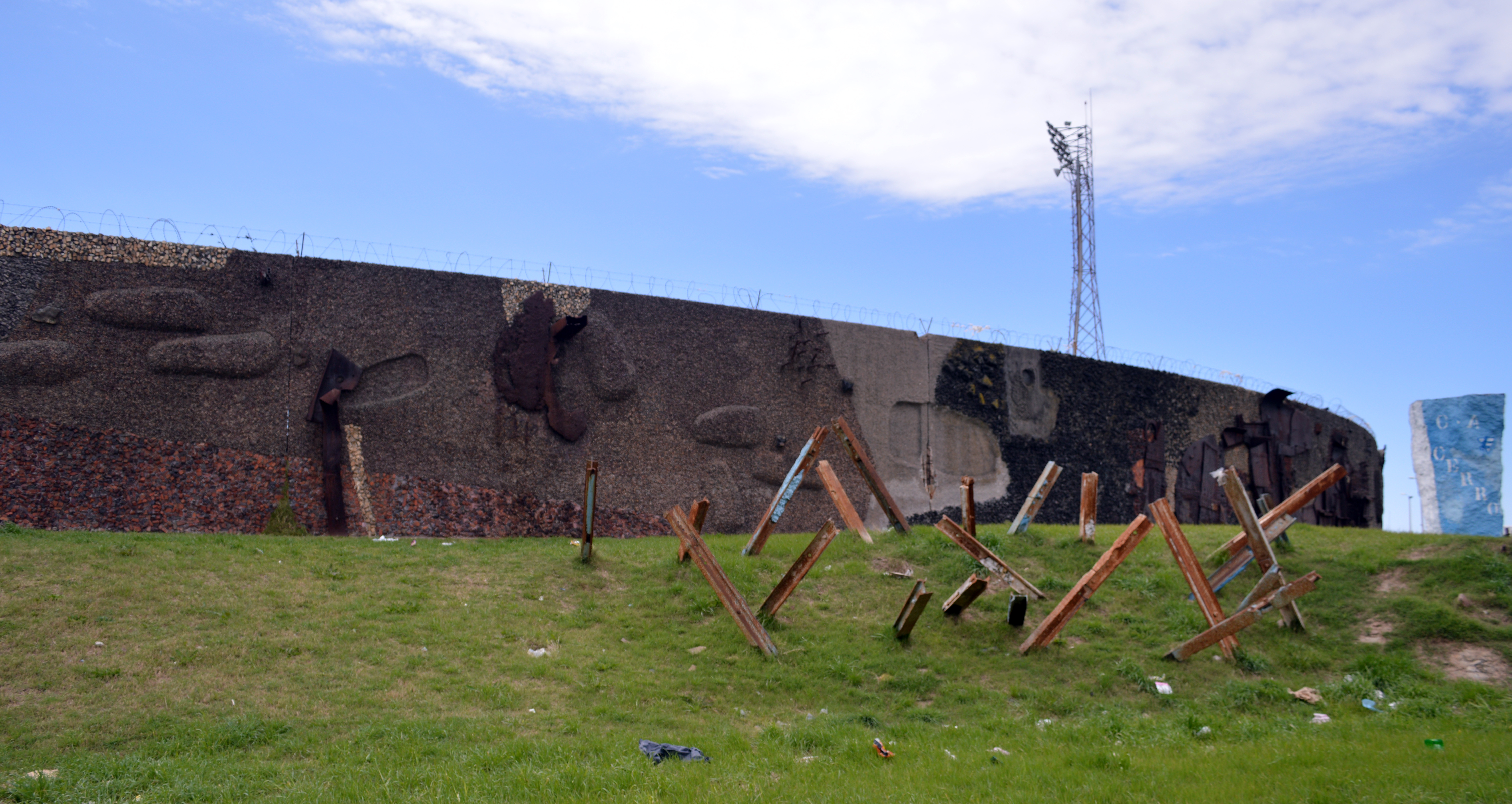
Mural del estadio.

El estadio posee 4 tribunas: Argentina, Paraguay, Brasil y Chile (en sentido horario). La Argentina (platea local), es donde se ubica el palco, confitería y cabinas de transmisión. Frente a esta se ubica la Brasil, tribuna visitante. Las dos cabeceras (Chile y Paraguay) son para público parado (ambas poseen para-avalanchas); la tribuna Chile es utilizada por hinchas de Cerro y la tribuna Paraguay es utilizada, en algunas ocasiones, por la hinchada visitante. Además, en su estructura el estadio lleva un mural volumétrico de 600 metros cuadrados del artista Leopoldo Novoa, inspirado en el arte abstracto de la época. En palabras del propio artista, al construirlo quiso representar la conflictividad de aquellos años en el país:

"La sociedad estaba en decadencia, y su historia fue contada con desechos. Esos materiales inservibles, por sí solos, ya describen una realidad. El artista tiene una idea, y una concepción, que expresa con formas y texturas. Hay una relación íntima entre los materiales empleados y la sociedad descripta en la obra. Basta recordar que el Cerro de la década de 1960 era una villa en crisis, que anunciaba la caída de los frigoríficos y de sus industrias. Aquella sociedad uruguaya ideal, la famosa Suiza de América, había ingresado en la misma descomposición que el resto del mundo. Una descomposición que ha seguido avanzando hasta ahora".

Desde 2015, con la habilitación de la tribuna Paraguay, volvió a tener sus cuatro tribunas habilitadas.

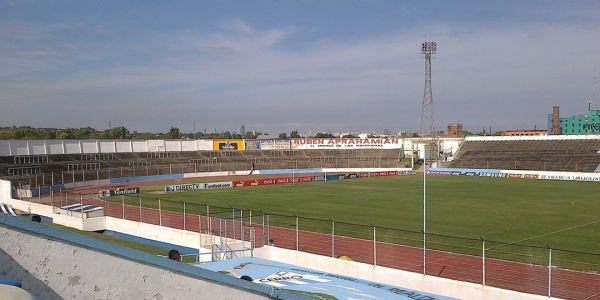
Tribuna Paraguay (cabecera).
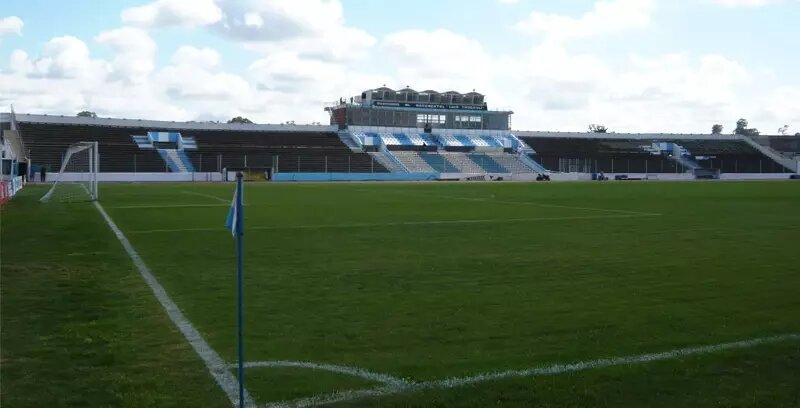
Tribuna Argentina (platea local) y cabinas de transmisión.
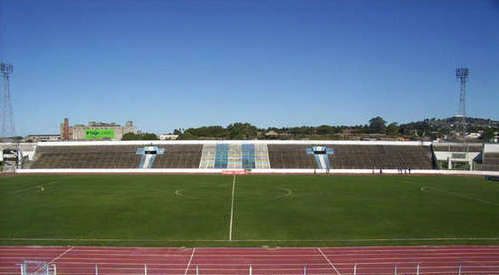
Tribuna Brasil (visitante).
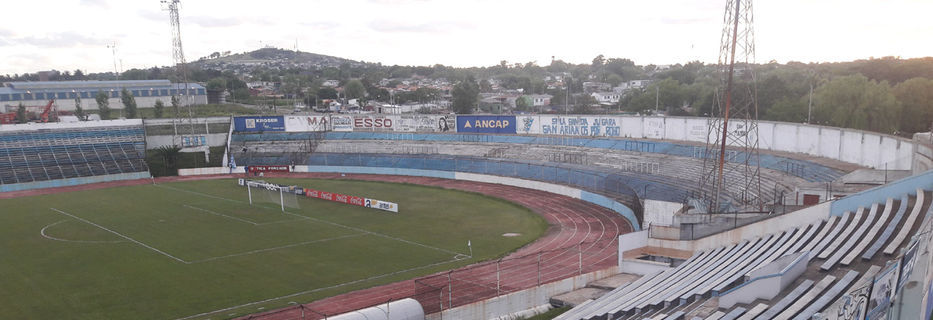
Tribuna Chile (cabecera).

## Reflejo de la debacle institucional
En los últimos años, la desmejora del estadio es notable (crecimiento de abundante vegetación en las tribunas, gradas y muros laterales despintados, etc.), como notable es la despreocupación de quienes administran el club por la imagen que da la institución ante el estado del mismo, tanto a la parcialidad asistente al recinto como, sobre todo, a la que mira el partido a través de la transmisión de la televisión (manifestándose las burlas en las redes sociales). Según declaraciones de Alfredo Jaureguiverry, presidente del club al año 2024, lo que importa exclusivamente es el estado del campo de juego.Al estadio suele ponérselo en condiciones aceptables para comenzar la temporada, pero durante el correr del año no se realiza el mantenimiento correspondiente a un club profesional.

## Torneos internacionales

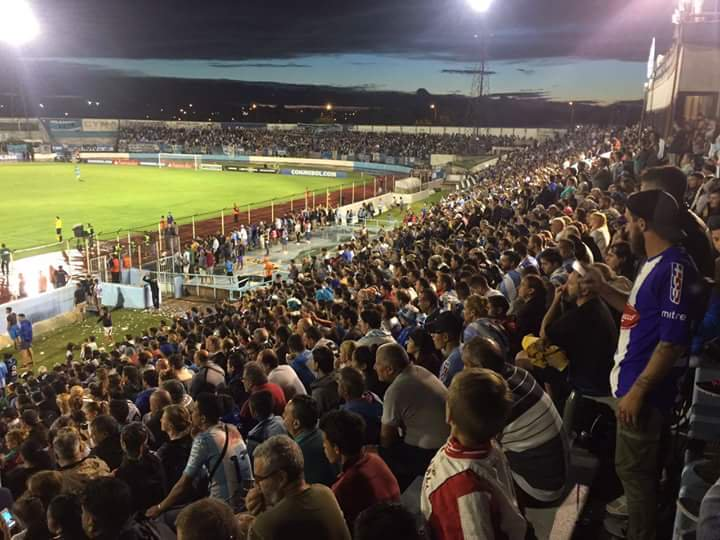
Fotografía tomada desde la tribuna Argentina, año 2017.

Cerro disputó la Copa Libertadores 1995, recibiendo en su estadio a los equipos argentinos de River Plate e Independiente de Avellaneda. Cerro cayó con los millonarios 0:1, pero luego logró derrotar a los diablos rojos por idéntico marcador, en partido jugado el 7 de marzo de 1995 en el propio Estadio Luis Tróccoli. 
En 2017, Cerro volvió a disputar un partido de Copa Libertadores en su estadio, perdiendo esta vez 2:3 frente a Unión Española. 
En 2018, durante su primera participación por Copa Sudamericana, Cerro disputó dos partidos en su estadio, venciendo 2:0 a Sport Rosario en primera fase y empatando 1:1 frente a Bahía en la segunda.

### Copa Libertadores 1995
| 23 de febrero de 1995 Copa Libertadores 1995 - Fase de grupos | Cerro | 0:1     | River Plate      | Estadio Luis Tróccoli, Montevideo |  |
|                                                               |       | Reporte | Sergio Berti 67' |                                   |  |

| 9 de marzo de 1995 Copa Libertadores 1995 - Fase de grupos | Cerro               | 1:0     | Independiente | Estadio Luis Tróccoli, Montevideo |  |
|                                                            | Jacinto Cabrera 12' | Reporte |               |                                   |  |

| 15 de marzo de 1995 Copa Libertadores 1995 - Fase de grupos | Cerro | 0:2     | Peñarol                                   | Estadio Luis Tróccoli, Montevideo |  |
|                                                             |       | Reporte | Darío Silva 66' · Federico Magallanes 76' |                                   |  |

### Copa Libertadores 2017
| 31 de enero de 2017, 20:00 (UTC-3) Copa Libertadores 2017 - Fase 2 | Cerro                                       | 2:3     | Unión Española                                              | Estadio Luis Tróccoli, Montevideo                                   |                                                                     |
|                                                                    | Richard Pellejero 41' · Ángelo Pizzorno 76' | Reporte | Diego Churín 35' · Carlos Salom 45+1' · Sebastián Jaime 88' | Asistencia: 12.000 espectadores Árbitro(s): Luiz Flávio de Oliveira | Asistencia: 12.000 espectadores Árbitro(s): Luiz Flávio de Oliveira |

### Copa Sudamericana 2018
| 7 de marzo de 2018, 19:15 (UTC-3) Copa Sudamericana 2018 - Primera Fase | Cerro                                | 2:0     | Sport Rosario | Estadio Luis Tróccoli, Montevideo |  |
|                                                                         | Franco López 65' · Leandro Zazpe 73' | Reporte |               |                                   |  |

| 8 de agosto de 2018 21:45 (UTC-4) Copa Sudamericana 2018 - Primera Fase | Cerro             | 1:1     | Bahia         | Estadio Luis Tróccoli, Montevideo |                         |
|                                                                         | Leandro Paiva 61' | Reporte | Zé Rafael 17' | Árbitro(s): José Argote           | Árbitro(s): José Argote |